# Gouvernement de Mars

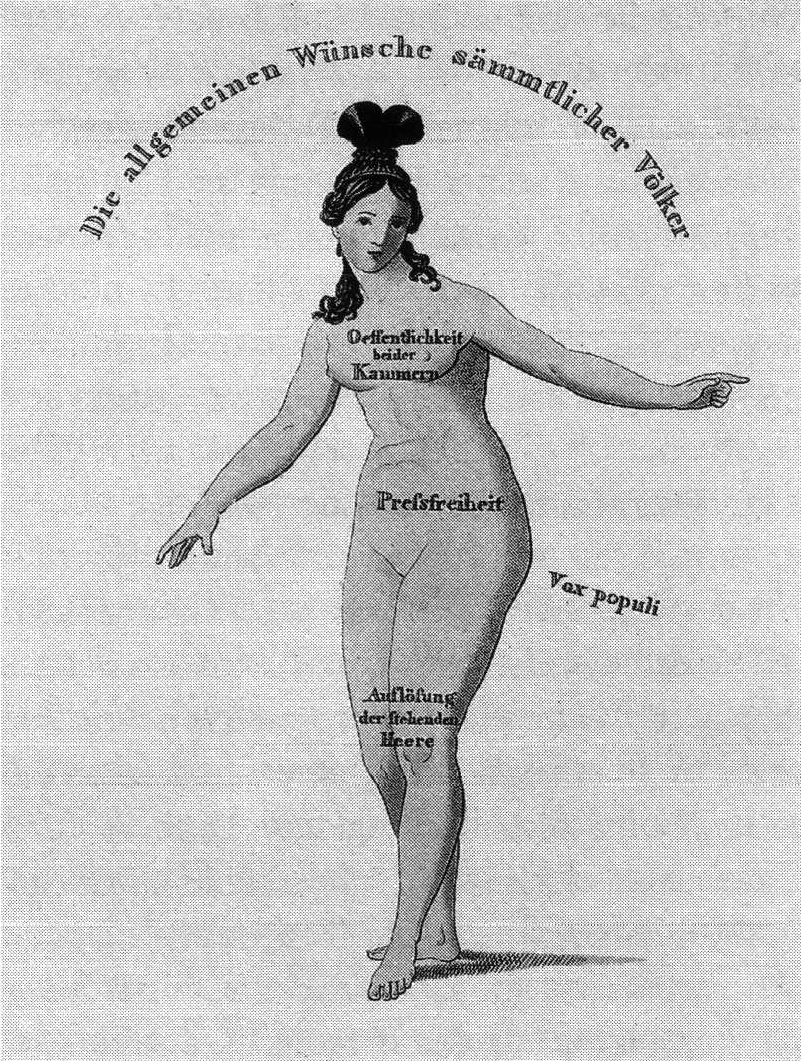
„Die allgemeinen Wünsche sämmtlicher Völker“, soit le souhait commun du peuple au complet, représentant les revendications de mars sur une plaque de cuivre en 1848

Le terme gouvernement de mars (Märzregierung ou Märzkabinette en allemand) désigne les gouvernements libéraux mis en place dans la plupart des États allemands en mars 1848 par les souverains 
contraints par la révolution de mars de faire des concessions pour contenter le peuple.
Les souverains des États membres de la Confédération germanique remplace donc leurs gouvernements conservateurs, ou des membres de celui-ci, par des cabinets constitués de membres de l'opposition libérale, dont les membres font partie de la bourgeoisie, qui était jusque-là réprimé par les décrets de Karlsbad.
Ces libéraux modérés ne soutiennent pas les méthodes révolutionnaire et veulent un retour à l'ordre au plus vite. Un de leurs principaux objectifs est de donner à leurs États respectifs une constitution.
Les parlements qui ont été mis en place dans cette période légifèrent, la tâche des gouvernements est de mettre en vigueur ces décisions. Comme le souligne Wolfram Siemann, cela a pour conséquence les gouvernements de mars se trouvent en fait pris en sandwich, quand ils doivent mâter les révolutions ou à interdire les associations politique pour maintenir l'ordre. Or les princes ne soutiennent pas avec honnêteté ces nouveaux gouvernements, comme l'écrit le roi de royaume de Wurtemberg Guillaume à son ambassadeur russe Gorcakov : « En changeant le gouvernement, je gagne du temps et évite des bains de sang ». Ils n'ont donc ni réellement l'appui des souverains et perdent celui du peuple.
Ces gouvernements sont retirés à la fin de l'année 1848 ou au milieu de l'année 1849 à mesure que la contre-révolution avançait et que les princes se sentaient suffisamment fort sur le plan intérieur pour imposer de nouveau leurs vues au travers de gouvernements conservateurs. Le dernier en place est le gouvernement de Stüve à Hanovre qui quitte le pouvoir le 27 octobre 1850.
Ci-dessous une liste non exhaustive des États ayant mis en place un gouvernement de mars avec les hommes politiques libéraux les plus connus entrés dans ces cabinets:
- La principauté d'Anhalt-Köthen avec Albert von Goßler (de)
- L'empire d'Autriche avec Franz von Pillersdorf (ministre de l'Intérieur, ministre-président), Karl Friedrich von Kübeck (de) (ministre des Finances), Franz Seraph von Sommaruga (de) (ministre des Cultes, ministre de la Justice (par intérim)), Anton von Doblhoff-Dier (ministre du Commerce, ministre-président (par intérim), ministre de l'Intérieur (par intérim) et des Cultes), Alexander von Bach (ministre de la Justice), Ernst von Schwarzer (ministre des Travaux publics), Theodor von Hornbostel (de) (ministre du Commerce), ministère Kolowrat (de), ministère Ficquelmont (de), ministère Pillersdorf, ministère Doblhoff (de), ministère Wessenberg (de)
- Le grand-duché de Bade avec notamment Karl Georg Hoffmann (de) en ministre des finances. Convoqué le 9 mars[3] (cabinet Hoffmann (de)).
- Le royaume de Bavière avec le maire de Ratisbonne Gottlieb von Thon-Dittmer (de) (ministre de l'Intérieur)
- Le duché de Brunswick avec Wilhelm von Schleinitz (de) (présidence, ministres des Affaires étrangères, de l'Intérieur et de la Justice), cabinet Schleinitz (de)
- Le royaume de Hanovre avec Johann Carl Bertram Stüve (de) au poste de ministre de l'Intérieur.
- L'électorat de Hesse avec Bernhard Eberhard (de) (ministre de l'Intérieur), Wilhelm Schenck zu Schweinsberg (de) (ministre des Affaires étrangères), Moritz von Baumbach (de) (ministre de la Justice), Karl Wilhelm Wippermann (ministre des Finances), Achilles d'Orville (de) (ministre de la Guerre), cabinet Eberhard (de)
- Le grand-duché de Hesse avec Heinrich von Gagern au poste de ministre-président, puis Heinrich Karl Jaup (de) au même poste en plus de celui de ministre de l'Intérieur, cabinet Gagern (de), cabinet Gagern (de), cabinet Jaup (de)
- Le landgraviat de Hesse-Hombourg avec Christian Bansa (de) (ministre d'État)
- La principauté de Hohenzollern-Sigmaringen avec Anton von Sallwürk (de) (ministre-président)
- La principauté de Lippe avec Friedrich Simon Leopold Petri (de) (ministre-président), Moritz Leopold Petri (de), Carl Theodor Heldman (de), Bernhard Meyer (de), Dietrich Carl Piderit (de)
- Le grand-duché de Mecklembourg-Strelitz avec Wilhelm von Bernstorff (de) (ministre d'État), Ferdinand Johann Carl Siemßen, Hermann Held, cabinet Bernstorff I (de)
- Le duché de Nassau avec August Hergenhahn en ministre-président.
- Le grand-duché d'Oldenbourg avec Johann Heinrich Jakob Schloifer (de) (cabinet Schloifer (de))
- Le royaume de Prusse avec Ludolf Camphausen en ministre-président, David Hansemann aux finances et Maximilian von Schwerin-Putzar en ministre de la Culture, cabinet Camphausen-Hansemann (de), cabinet Auerswald-Hansemann (de). Convoqué le 29 mars[3].
- La principauté Reuss branche aînée avec Franz Eduard Otto
- La principauté de Schwarzbourg-Sondershausen avec Friedrich Chop (de) en chef du conseil du roi.
- Le royaume de Saxe avec Karl Braun au poste de ministre-président (cabinet Braun (de)).
- Le duché de Saxe-Altenbourg avec Christian Albert Cruziger, Hans Conon von der Gabelentz (de) et  Carl Victor Sonnenkalb (de)
- Le duché de Saxe-Meiningen avec Haubold von Speßhardt (de) (ministre d'État), Hermann Friedrich Brandis (de) (ministre de la Justice), Richard Liebmann (de) (ministre de l'Intérieur)
- Le grand-duché de Saxe-Weimar-Eisenach avec Oskar von Wydenbrugk (de) (ministre de la Justice et des Cultes), cabinet Watzdorf (de)
- La principauté de Schwarzbourg-Rudolstadt avec Julius von Röder (de) (chancelier et président du consistoire, chef du collège des conseillers privés), Karl Wilhelm Christoph Schwartz
- La principauté de Schwarzbourg-Sondershausen avec Friedrich Chop (de) (chef du collège des conseillers privés)
- La principauté de Waldeck avec Carl von Stockhausen (de) (direction provisoire du gouvernement), Wilhelm Gleisner (de) (direction provisoire du gouvernement)
- Le royaume de Wurtemberg avec Friedrich Römer en ministre de la justice et numéro 1 du gouvernement de facto, Adolf von Goppelt (de) aux finances, Paul Pfizer (de) au ministère de l'éducation et des cultes, minstère Römer (de) Convoqué le 9 mars[3],[4].